# Världscupen i backhoppning 1984/1985
Världscupen i backhoppning 1984/1985 hoppades 8 december 1984-24 mars 1985 och vanns av Matti Nykänen, Finland före Andreas Felder, Österrike och Ernst Vettori, Österrike.

## Deltävlingar
| Datum            | Plats                  | Etta                 | Tvåa              | Trea              |
| ---------------- | ---------------------- | -------------------- | ----------------- | ----------------- |
| 8 december 1984  | Thunder Bay            | Andreas Felder       | Pentti Kokkonen   | Ernst Vettori     |
| 9 december 1984  | Thunder Bay            | Andreas Felder       | Jari Puikkonen    | Ernst Vettori     |
| 15 december 1984 | Lake Placid            | Andreas Felder       | Jiří Parma        | Ernst Vettori     |
| 16 december 1984 | Lake Placid            | Andreas Felder       | Jari Puikkonen    | Per Bergerud      |
| 30 december 1984 | Oberstdorf             | Ernst Vettori        | Matti Nykänen     | Andreas Felder    |
| 1 januari 1985   | Garmisch-Partenkirchen | Jens Weissflog       | Jari Puikkonen    | Klaus Ostwald     |
| 4 januari 1985   | Innsbruck              | Matti Nykänen        | Jens Weissflog    | Pavel Ploc        |
| 6 januari 1985   | Bischofshofen          | Hroar Stjernen       | Klaus Ostwald     | Piotr Fijas       |
| 8 januari 1985   | Cortina d'Ampezzo      | Roger Ruud           | Halvor Persson    | Andreas Bauer     |
| 9 februari 1985  | Sapporo                | Matti Nykänen        | Ladislav Dluhoš   | Per Bergerud      |
| 10 februari 1985 | Sapporo                | Masahiro Akimoto     | Matti Nykänen     | Tuomo Ylipulli    |
| 13 februari 1985 | Saint-Moritz           | Ernst Vettori        | Matti Nykänen     | Jens Weissflog    |
| 15 februari 1985 | Gstaad                 | Inställt             | Inställt          | Inställt          |
| 17 februari 1985 | Engelberg              | Jens Weissflog       | Ernst Vettori     | Ladislav Dluhoš   |
| 23 februari 1985 | Harrachov              | Ole Gunnar Fidjestøl | Miran Tepeš       | Jiří Parma        |
| 24 februari 1985 | Harrachov              | Inställt             | Inställt          | Inställt          |
| 1 mars 1985      | Lahtis                 | Matti Nykänen        | Pavel Ploc        | Mike Holland      |
| 3 mars 1985      | Lahtis                 | Andreas Felder       | Matti Nykänen     | Jari Puikkonen    |
| 5 mars 1985      | Örnsköldsvik           | Jiří Parma           | Miran Tepeš       | Masahiro Akimoto  |
| 8 mars 1985      | Falun                  | Andreas Felder       | Pavel Ploc        | Ernst Vettori     |
| 10 mars 1985     | Oslo                   | Matti Nykänen        | Franz Wiegele     | Gérard Balanche   |
| 23 mars 1985     | Štrbské Pleso          | Matti Nykänen        | Richard Schallert | Vegard Opaas      |
| 24 mars 1985     | Štrbské Pleso          | Matti Nykänen        | Ernst Vettori     | Richard Schallert |

## Slutställning (30 bästa)
| Placering | Namn             | Nationalitet    | Poäng |
| --------- | ---------------- | --------------- | ----- |
| 1         | Matti Nykänen    | Finland         | 224   |
| 2         | Andreas Felder   | Österrike       | 198   |
| 3         | Ernst Vettori    | Österrike       | 176   |
| 4         | Jens Weissflog   | Östtyskland     | 151   |
| 5         | Jiří Parma       | Tjeckoslovakien | 139   |
| 6         | Jari Puikkonen   | Finland         | 125   |
| 7         | Pavel Ploc       | Tjeckoslovakien | 117   |
| 8         | Masahiro Akimoto | Japan           | 89    |
| 9         | Per Bergerud     | Norge           | 88    |
| 10        | Mike Holland     | USA             | 86    |

| Placering | Namn                 | Nationalitet | Poäng |
| --------- | -------------------- | ------------ | ----- |
| 10        | Miran Tepeš          | Jugoslavien  | 86    |
| 12        | Klaus Ostwald        | Östtyskland  | 85    |
| 13        | Hroar Stjernen       | Norge        | 71    |
| 14        | Piotr Fijas          | Polen        | 69    |
| 15        | Pentti Kokkonen      | Finland      | 60    |
| 16        | Ole Gunnar Fidjestøl | Norge        | 58    |
| 17        | Rolf Åge Berg        | Norge        | 47    |
| 17        | Halvor Persson       | Norge        | 47    |
| 19        | Horst Bulau          | Kanada       | 38    |
| 20        | Thomas Klauser       | Västtyskland | 36    |

| Placering | Namn              | Nationalitet    | Poäng |
| --------- | ----------------- | --------------- | ----- |
| 21        | Richard Schallert | Österrike       | 35    |
| 21        | Ladislav Dluhoš   | Tjeckoslovakien | 35    |
| 23        | Roger Ruud        | Norge           | 34    |
| 23        | Tuomo Ylipulli    | Finland         | 34    |
| 25        | Franz Wiegele     | Österrike       | 31    |
| 26        | Miroslav Polák    | Tjeckoslovakien | 29    |
| 27        | Raimund Resch     | Österrike       | 28    |
| 27        | Steve Collins     | Kanada          | 28    |
| 29        | Jukka Kalso       | Finland         | 26    |
| 30        | Vegard Opaas      | Norge           | 25    |

## Nationscupen - slutställning
| Pos. | Nation          | Poäng |
| ---- | --------------- | ----- |
| 1.   | Finland         | 577   |
| 2.   | Österrike       | 562   |
| 3.   | Norge           | 417   |
| 4.   | Tjeckoslovakien | 400   |
| 5.   | Östtyskland     | 271   |
| 6.   | USA             | 164   |
| 7.   | Jugoslavien     | 126   |
| 8.   | Japan           | 100   |
| 9.   | Västtyskland    | 87    |
| 10.  | Polen           | 84    |
| 11.  | Kanada          | 83    |
| 12.  | Schweiz         | 23    |
| 13.  | Frankrike       | 6     |
| 14.  | Ungern          | 4     |
| 14.  | Sovjetunionen   | 4     |